# 罗卡迪内托
罗卡迪内托（義大利語：Rocca di Neto），是意大利克罗托内省的一个市镇。总面积43平方公里，人口5643人，人口密度131.2人/平方公里（2009年）。